# Ardeosaurus
Genre
Espèces de rang inférieur
- † A. brevipes (Meyer, 1855)
- † A. digitalellus Grier, 1914

Ardeosaurus est un genre éteint de lézards basaux, connu grâce aux fossiles datant du Jurassique supérieur, trouvés dans le calcaire de Solnhofen, dans le sud de l'Allemagne.
Ardeosaurus était à l'origine considéré comme un parent éloigné des geckos actuels, avec une apparence physique similaire. Evans et ses collègues, cependant, ont montré en 2005 que c'est un squamate basal en dehors du groupe-couronne de tous les lézards et serpents vivants. Une étude ultérieure menée par Simões et ses collègues en 2017 a corroboré son placement phylogénétique initialement proposé, indiquant que Ardeosaurus était un gecko. Il mesurait environ 20 centimètres de long, possédant une tête aplatie et de grands yeux. Il était probablement nocturne et avait des mâchoires spécialisées pour se nourrir d'insectes et d'araignées.